# 濱松恵
濱松 恵（はままつ めぐみ、1983年1月23日 - ）は、日本の女優、タレント。旧芸名は濱松 咲（はままつ さき）。埼玉県鳩ヶ谷市（現：川口市）出身。鳩ヶ谷市立八幡木中学校（現：川口市立八幡木中学校）を卒業後、堀越高等学校に入学したが､中退している｡

## 来歴
- 2歳よりモデルエージェンシーのクリエートジャパンエージェンシーに所属してチャイドルブームで活躍した。モデル業および子役タレント業を14年務めた後に堀越高等学校へ入学した。
- ミナクルカンパニーへ移籍して「濱松 咲」を名乗った後、1999年にフジテレビビジュアルクイーンに選出されたが、ビデオ発売の1か月後に消息不明になった。
- クリエートジャパンへ復籍してタレント活動を再開したが2010年6月に退社し、スターライズへ移籍して約5年間在籍。
- 2014年単身アメリカハワイマイアミに拠点を移し活動。
- 2015年3月に株式会社アルファワン・プランテーションへ移籍した。
- 2016年2月に株式会社サムライムへ移籍した[3]が、一時期九州に拠点を移して退所し[3]、長井秀和や森脇和成らとインターネット配信などを個人で行っていた。
- 2016年4月28日に単独ビデオDVDを発売した。
- 2017年所属事務所を株式会社タレントプラスに移籍。
- 2017年7月にヌード写真集「BEYOND THE LIMITS」を講談社から出版した[4]。

### 人物
- 二人の子供がおり、長女はアスペルガー症候群と高機能自閉症、長男は自閉症スペクトラムと公表している。
- 高校時よりミニチュアダックスを飼育していた。
- 母親と祖母が裁判で長年係争していた。
- サーフィン、マウンテンボード、フィギュアスケートを好んでいる。
- 亀田大毅、長井秀和らと交流がある。
- 2011年8月、パニック障害と摂食障害を患い、一時的に失声して[5]栄養失調[6]に陥った。
- 2013年お笑い芸人の狩野英孝と不倫が発覚。狩野英孝はその後離婚。
- 2016年ダンスユニットエグスプロージョンのおばらよしおと交際発覚後、妊娠流産。
- 2017年3月、東京03の豊本明長との浮気交際が発覚。
- 2018年1月、元光GENJIの大沢樹生との浮気交際が発覚。

### 私生活
- 2014年1月31日、約10年前の2004年6月14日にアスペルガー症候群と高機能自閉症の障害をもつ[7]第1子の女児[8]を出産し、シングルマザーであるとブログに公表した。
- 同年5月30日、前年に公表した婚約は既に解消したとブログに公表した[9]。
- 2018年8月9日、翌日8月10日に一般男性と結婚することが明らかになった[10]。
- 2020年4月6日、第2子の男児（2498g）を出産[11][12]。

- 発達障害をもつ子供の為に2019年にメンタル心理カウンセラー・チャイルドカウンセラーの資格を取得したと公式ブログで公表。

## 出演

### テレビドラマ
- 八代将軍吉宗（1995年、NHK）五十宮倫子 役
- 秀吉（1996年、NHK）小督 役
- 激走戦隊カーレンジャー（1996年、テレビ朝日）ラジエッタ / ホワイトレーサー 役[注 1]
- ナオミ（1999年、フジテレビ）阿久津サチ 役
- 熱血恋愛道（日本テレビ）横山裕の恋人　役
- 熱血恋愛道　(日本テレビ放送網｜日本テレビ)元ジャニーズJr穴沢正弘恋人役
- 新宿鮫（NHK）主人公幼少期　役
- 刑事追う!（テレビ東京）
- ドラマスペシャル 家政婦は見た!（2015年、テレビ朝日）

### その他番組
- 平成ガキッチョ倶楽部 美少女倶楽部（テレビ朝日）
- 天体観測ドキュメンタリー（NHK）主演
- 笑っていいとも!（フジテレビ）ゲスト出演
- めざましテレビ（フジテレビ）
- 白熱ライブ!ビビット（TBS）
- はまりんす（2016年4月12日、ニコニコ生放送）ゲスト出演
- 深夜だから!カラフルトーク!（2016年4月12日 - 、FMラヂオつくば）第2週・4週担当パーソナリティ
- K-1 World Grandprix ナビゲーション出演
- K-1 MAX ナビゲーション出演
- 芸能もういっちょ（テレビ朝日）ゲスト出演
- Abema Waveサタデーナイト（テレビ朝日）ゲスト出演
- サンデージャポン（TBS）
- PON!（日本テレビ）
- バイキング（フジテレビ）

### コマーシャル
- P&G「クレアラシルフェイスウォッシュ」
- ピザーラ「ブロッコリービーフ編」
- 永谷園「すし太郎」
- サンヨー食品「サッポロ一番塩ラーメン」
- 花王「タッチ」
- タカラトミー
- 東芝暖房器具
- 九州電力
- エニックス「少年ガンガン」
- ツクダオリジナル
- 明治村
- サークルKサンクス

### 雑誌
- ピチレモン - 専属モデル
- 宝島 - 表紙&巻頭グラビア
- ヤングマガジン - 表紙&巻頭&巻末グラビア
- 少年ガンガン - 巻頭特集ページ
- 週刊プレイボーイ - 巻頭グラビア
- B.L.T. - 巻末グラビア
- アップトゥボーイ - 巻末グラビア
- ホリデーオート - 表紙
- メンズノンノ - 特集
- フライデー - 巻末グラビア
- カミオン - 表紙&巻末グラビア
- 週刊現代 - 表紙&巻頭グラビア
- フライデー - ヌードグラビア
- 週刊大衆 - 特集グラビア

### 写真集
- BEYOND THE LIMITS（2017年7月20日、講談社、撮影：西條彰仁）ISBN 978-4-06-352862-6

## ビデオ・DVD
- DREAMS COME TRUE（1999年8月18日、ポニーキャニオン発売）
- MEGUMI/CUTE・SEXYMODE（2016年4月28日、インテック発売）